# ГЕС-ГАЕС Кларенс Кеннон
ГЕС-ГАЕС Clarence Cannon — гідроелектростанція у штаті Міссурі (Сполучені Штати Америки). Використовує ресурс із Салт-Рівер, правої притоки Міссісіпі (басейн Мексиканської затоки).
У межах проекту річку перекрили комбінованою греблею висотою від тальвегу 40 метрів (висота від підошви фундаменту 57 метрів) та довжиною 591 метр, яка включає бетонну ділянку (потребувала 344 тис. м3 матеріалу) та прилеглу до неї ліворуч земляну секцію (вміщує 2,3 млн м3 ґрунту). Ця споруда утримує водосховище з площею поверхні 75,3 км2 (під час повені — до 155,4 км2) та об'ємом 2,3 млрд м3, що простягнулось кількома затоками по долинам Салт-Рівер та її приток на 262 км.
Пригреблевий машинний зал обладнали двома турбінами — однією типу Каплан потужністю 27 МВт та однією оборотною типу Френсіс потужністю 31 МВт. Вони працюють при напорі від 21 до 33 метрів (номінальний напір 23 метри), при цьому в режимі гідроакумуляції використовується створене у нижньому б'єфі водосховище, яке утримує гребля висотою 12 метрів та довжиною 472 метри. Проектний виробіток електроенергії становить 88 млн Вт-год електроенергії на рік, а споживання для закачування у верхній б'єф — 27 млн кВт-год.